# Ella Baker
Ella Josephine Baker (Norfolk, 13 de dezembro de 1903 - Nova Iorque, 13 de dezembro de 1986) foi uma ativista dos direitos civis e humanos dos afro-americanos. Atuante por mais de cinco décadas, ela trabalhou ao lado de alguns dos mais famosos líderes dos direitos civis do século XX, como W. E. B. Du Bois, Thurgood Marshall, A. Philip Randolph e Martin Luther King Jr., além de orientar muitos ativistas emergentes, como Diane Nash, Stokely Carmichael, Rosa Parks e Bob Moses.